# 1953 في كوبا
فيما يلي قوائم الأحداث التي وقعت خلال عام 1953 في كوبا.

## أحداث
- 26 يوليو – الثورة الكوبية

## مواليد

### نوفمبر
- 4 نوفمبر – كارلوس جوتيريز سياسي أمريكي.

## وفيات

### أكتوبر
- 13 أكتوبر – ميلارد ميتشل (مواليد 1903) ممثل أمريكي.